# Llet Nostra
Llet Nostra és el nom curt i la marca amb la qual es coneix la societat Llet Nostra Alimentària, SL, una empresa dedicada a l'explotació lletera amb seu a Barcelona creada el 2003. Comercialitza la llet sota el lema «la llet de cooperatives catalanes». Quan es va crear representava uns 215 grangers, sumant un 28% dels ramaders i prop del 21% de la llet produïda a Catalunya. L'any mateix de la creació ja van introduir els seus productes als principals supermercats. Dos anys més tard ja era la cinquena marca més venuda al principat i el 2018 la primera amb un 14% del mercat català.
El 2017, la llet bàsica (sencera, desnatada i semidesnatada), en format bric i ampolla, ocupava un 95% de la producció tot i que des del 2011 es dedica a desenvolupar l'assortiment de productes amb més valor afegit: flams i crema catalana, iogurts bàsics i ecològics. Aquest mateix any va realitzar un volum de negocis de 28,6 milions de litres de llet sota la seva marca i facturava 20,6 milions d'euros.

## Història
El 2003 el Grup Pascual i altres empreses espanyoles van deixar de comprar llet als fabricants catalans, fet que va generar uns excedents de producció molt gran entre els productors nacionals, ja que no hi havia cap empresa distribuïdora de llet amb seu a Catalunya. És per això que Xavier Tubert i altres empresaris van fundar el projecte Llet Nostra el mateix 2003, acordant entre diverses cooperatives ramaderes que aleshores representaven el 28% dels ramaders catalans, amb el fi d'evitar els intermediaris que s'enduien la major part dels beneficis. El 2014 Jordi Riembau va succeir a l'històric president fundador Xavier Tubert.
Des de 2005 fins al maig de 2018 tenia una planta d'envasament «La Vigatana» llogada a Iperlat a Vic. Un projecte de construir una fàbrica pròpia a Bescanó després de moltes peripècies va ser abandonat el 2014 i es va optar primer per a modernitzar la planta de Vic i des de maig 2018 per llogar capacitat a la fàbrica del grup Pascual a Gurb, després d'una transformació per evitar que les dues llets es barregin.
L'octubre de 2017 la cooperativa Campllong i la de Mollerussa –que ambdues representaven aleshores 40% del volum de llet– van abandonar el grup i decidir de produir exclusivament per al grup valencià Mercadona. Tot i aquesta sortida de socis, Llet Nostra va créixer un 4,4% el 2017, i reuneix ara la producció lletera de 150 granges catalanes.

## Accionistes
Des d'octubre 2017 els principals accionistes són tres cooperatives ramaderes:
- Cooperativa Lletera del Cadí, SCCL (La Seu d'Urgell - Alt Urgell)
- Ramaders del Baix Empordà, SCCL (La Bisbal de l'Empordà - Baix Empordà)
- La cooperativa basca Kaiku Corporación Alimentaria (45%)[5]